# Hatta Shūzō
Hatta Shūzō (八太舟三), né le 3 Décembre 1886 (Meiji 19) et mort le 30 Janvier 1934 (Shōwa 9), est un penseur et militant anarchiste japonais. Il est originaire de la ville de Tsu dans la préfecture de Mie. 
Marin, employé des postes puis pasteur protestant, Hatta Shūzō est surtout connu pour être devenu par la suite une figure importante du mouvement anarchiste au Japon. Il a en effet participé, à la fin de Taishō et au début de Shōwa, après la mort de Sakae Ōsugi, à l'évolution de la pensée et des pratiques développant la notion d' « anarchisme pur », critiquant les syndicats et la stratégie anarcho-syndicaliste.

## Biographie
Hatta Shūzō est né en 1886 dans la ville portuaire de Tsu, il est le benjamin d'une fratrie de sept enfants. Très jeune, ses deux parents meurent. Il étudie à l'École commerciale de Kobe (Kobe Shōgyō Gakkō), mais il doit abandonner ses études après trois ans, parce que sa famille ne peut plus envoyer l'argent nécessaire. 
Après avoir quitté l'école, Hatta part s'installer à Tokyo, espérant y trouver du travail pour financer ses études. Cependant, il ne trouve que des emplois pénibles et peu rémunérateurs, comme livreur de journaux. Peu de temps après, Hatta trouve une échappatoire en s'engageant comme marin, mais à Taïwan, il quitte le navire. Sur l'île, récemment colonisée par le Japon, il retrouve sa grande sœur et son mari, il trouve également un emploi stable au bureau de poste de Taipei. À la même période, Hatta découvre le christianisme et s'y convertie. 
Cependant, Hatta Shūzō doit quitter son emploi à la poste, en raison d'un conflit violent avec le directeur. Il s'installe à Tokyo et en 1905, il intègre l'école ordinaire Meiji Gakuin, une société scolaire protestante. Hatta entre par ce biais à la Faculté de théologie. Néanmoins, au cours de sa deuxième année d'étude théologique, il entre en conflit avec un de ses professeur et quitte la faculté. 
Une fois diplômé du séminaire de Kobe, Hatta Shūzō se consacre à l'évangélisation en tant que pasteur dans diverses régions du Japon. Au cours de cette période, il s'éloigne cependant du christianisme et développe un intérêt pour les doctrines révolutionnaires et socialistes. En 1923 à Hiroshima, Hatta, devenu anarchiste, organise un rassemblement commémoratif en l'honneur de Sakae Ōsugi, tué au lendemain du grand tremblement de terre de Kantō, la cérémonie a lieu dans l'église assiégée par la police. Cependant, cet évènement suscite la colère des notables et Hatta doit quitter Hiroshima et son église sous la pression du Conseil municipal et de ses supérieurs religieux. Sa femme lui demande de se consacrer à l'évangélisation chrétienne, mais Hatta aurait alors déclaré : « Quant à moi je finirai ma vie en tant que propagandiste de l'anarchisme. Si tu n'es pas à l'aise avec ça, nous devrions nous séparer. »
Au mois de septembre 1924, Hatta Shūzō se rend de Hiroshima à Tokyo. Là, il milite au sein des milieux anarcho-syndicalistes, notamment le syndicat des typographes. Ses talents d'orateurs, acquis en tant que pasteur, font de lui un propagandiste efficace et appréciés. En 1926, Hatta est une personnalité motrice dans la formation de la Ligue noire de la jeunesse (Kokushoku Seinen Renmei ou Kokuren), une organisation anarchiste. La même année, il participe à organiser l'Union générale libre des syndicats ouvriers (Zenkoku rôdô kumiai jiyû rengôkai ou Zenjiren). À cette époque, il est remarié avec Hirose Waka avec laquelle il a deux enfants. 
À partir de 1927, une violente polémique divise le mouvement anarchiste japonais entre anarcho-syndicalistes et anarcho-communistes. Lors de celle-ci, Hatta Shūzō fait figure, aux côtés de Iwasa Sakutarō, de principal théoricien du communisme anarchiste, qualifié d' « anarchisme pur » (junsei museifushugi). 
Hatta Shūzō continue de militer au sein du mouvement anarchiste jusqu'à son décès le 30 janvier 1934. Il avait 48 ans au moment de sa mort. 

## Articles associés
- anarchisme au Japon
- Sakae Ōsugi
- Zenjiren
- Kokuren